# クレーター氷河
クレーター氷河（英: Crater Glacier、かつて Tulutson 氷河という名称も用いられていた）は、アメリカ合衆国ワシントン州にあるセント・ヘレンズ山中に存在する、地質学的に若い氷河である。この氷河は1980年の噴火が起きた後、その火口内で新たに形成されたもので、その成長は著しく早かったものの、氷河の存在が一般に知られるようになるまで20年近くかかっている。2004年から2008年にかけての噴火活動以前、氷河の表面はなめらかで氷河洞窟が存在していた。2004年からの噴火と溶岩ドームの成長により、氷河の様相は著しく変化している。これと同時期に、一度は“Tulutson 氷河”と名付けられていたこの氷河に、複数の政府機関が正式名称を決めるべく動き出した。その結果として、現在の“クレーター氷河”が正式名となっている。火山活動にもかかわらず、氷河は拡大を続け2008年の中頃には完全に溶岩ドームを取り囲んでしまった。加えて、新たな氷河（岩もしくは氷）がクレーター氷河の周囲で形成されつつある。

## 特徴
その名の通り、氷河は1980年のセント・ヘレンズ山噴火の際に生じた北向きのクレーター内に存在しており、氷河の標高は2,071メートルである。
1980年から1987年にかけて成長した巨大な溶岩ドームは火口の中央にあり、氷河はドームの回りを馬蹄形に成長し、東西２つの先端部にはモレーンが堆積した。冬季の大量の降雪、繰り返される雪崩や落石、そして南側を取り囲んで日射を遮る火口壁の存在といった条件が重なり、この氷河は例外的とも言える急速な成長を見せた。
こういった要因から、USGSの火山学者は、氷河の組成を氷が6割、岩石が4割と推測している。また、厚みの平均は約100メートル、最大で200メートルに達すると見積もられており、レーニア山のカーボン氷河に匹敵する。1980年よりも古い氷が存在しないにもかかわらず、この新しい氷河の体積は、1980年の噴火以前にこの山系に存在した全ての氷河を合わせた量とほぼ同じである。氷河の表面は、噴火による火山灰と急峻で不安定な火口壁から崩落する大量の落石のために、夏の間は暗く汚れているが、その事自体が氷河に断熱効果をあたえその成長を助けている。
2004年から2008年の噴火活動では、複数の溶岩ドームが生じ、火口の南端で氷河をほとんど2つに分離してしまう寸前までいった。しかし4年もの間溶岩ドームが活動を続けたにもかかわらず、氷河は北アメリカで最も新しく、最も成長の速い氷河のままであり続けた。2008年5月には、クレーター氷河の北端が結合し、溶岩ドームを完全に包囲してしまった。氷河からの融水はルーウィット川の源泉となっている。

### 2004年の噴火以前の、クレーター氷河の氷河洞窟

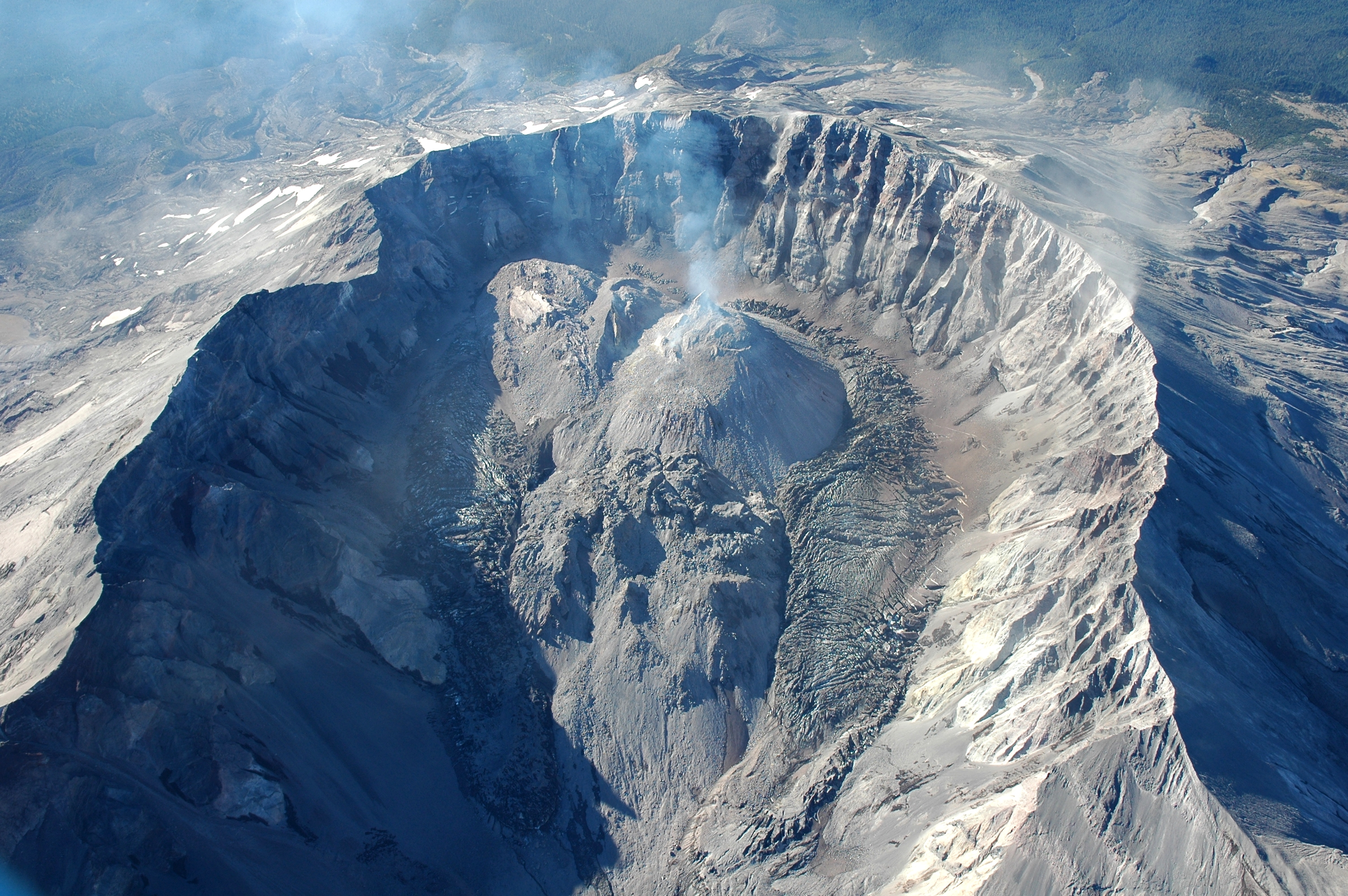
新たな氷河が溶岩ドームの上と左の火口壁に形成されている(拡大して見ること）。

2000年に、氷河洞窟が当時は滑らかだった氷河の表面に発見された。見つかった氷河洞窟の多くは、レーニア山山頂にある氷河洞窟と同程度に大きく、探検可能だった。ほとんどの氷河洞窟は1980年の溶岩ドームのそばにあり、氷河によって覆われた火口原や溶岩ドームに開いた噴気孔から水蒸気や火山性ガスが放出されていた。およそ2.4キロメートルに及ぶ氷河内の洞窟と通廊が地図に描き起こされ研究されていた。

### 他の氷河と新たな岩石氷河
2004年以降、新たな氷河が火口壁に形成され、直下のクレーター氷河に氷と岩石を供給している。さらに、クレーター氷河の東の突出部の北側に2つ、西側の北に1つの岩石氷河が存在している。この岩石氷河のうち２つはそれぞれ東西からクレーター氷河に合流しており、東斜面のもう一つの岩石氷河もクレーター氷河の寸前まで近づいている。

## 氷河の発達
噴火後の数ヶ月経っても、セントヘレンズ山の火口原は熱く不安定だった。小規模の噴火が5回発生し、1980年の5月から10月にかけて溶岩ドームが形成された。噴火が収束した1980年の冬になると、火口原は雪と氷が堆積可能なまで十分に冷却していた。
1980年から1981年にかけての冬季の降雪を嚆矢として、火口の陰で氷河が非常に急速に成長を開始した。
氷河の厚みは1年に15メートルのペースで増大し、北へと拡大していった。
火口内部で氷河が成長していることに科学者が気づくまでに、7年から9年は経過していた。しかし氷河の存在が文献に記載されるには1999年まで待たなければならなかった。
2004年までに、クレーター氷河の面積は0.93平方キロメートルまで広がり、1980年以前にあった氷河の面積の20％に達していた。そして1980年の溶岩ドームの東西を氷河が流れるようになっていた。 火口原からの火山性ガスの噴出により、氷河洞窟（氷洞）がかつては滑らかだった氷河の表面に口を開き、1990年代の末までにいくつかは調査されている。
2004年から2008年にかけての火山活動の結果、氷河の先端は新たな溶岩ドームの生成により火口壁との間で圧迫され厚みを増していった。氷河の2つの流れがカルデラ壁と新たな溶岩ドームに挟み込まれて圧迫されたことにより、歯磨き粉が容器から搾り出されるように氷が急速に流下していく。この結果、氷河の先端は急速に拡大し、まず最初に、氷河の西側の流れが西壁の岩石氷河と合流し、続いてクレーター氷河双方の流れが火山活動にかかわらず、1980年の溶岩ドームの北側でつながった。
加えて、火山活動は氷河の表面をほとんどクレバスのない状態から、火口原と溶岩ドームの成長による動きによりクレバスが縦横に交差して無秩序にアイスフォールとセラックが入り混じる形状に変えてしまった。氷河の南端では、新たな溶岩ドームが氷河の氷を体積にして10％も融解し、クレーター氷河を２つの別々の氷河に分離する寸前までいった。
しかしながら氷河の縁で冷却された岩石が、溶岩ドームから湧き出る700度に達する溶岩から氷河の氷を隔離し、氷河の融解による壊滅的なラハールの発生を防ぎきった。
火口原は多孔質な岩盤からなっていたため、カルデラの外に流れ出る融水の量を減少させた。
2000年代の火山活動終了後、氷河の厚みは増加を続けたが、増加率は年間5メートルにまで落ちている。
氷河の拡大も継続し、1日に1メートルの割合で流れている。近くの火口壁の東斜面では、氷河に岩石氷河の一つが合流し、もう一つの岩石氷河にも近接している。中央モレーンが、クレーター氷河の東西の流れが合わさるところに形成されている。

### カルデラ内の氷河の発達

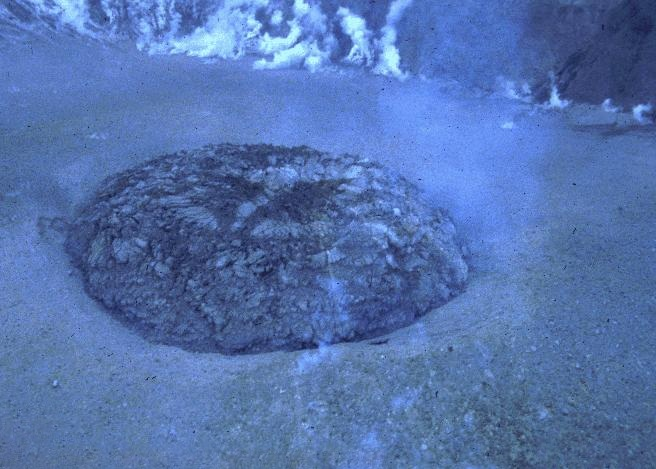
1980年10月: 1980年の噴火以後、火山活動が活発で不安定な火口原。冬季の降雪でクレーター氷河が誕生する以前。
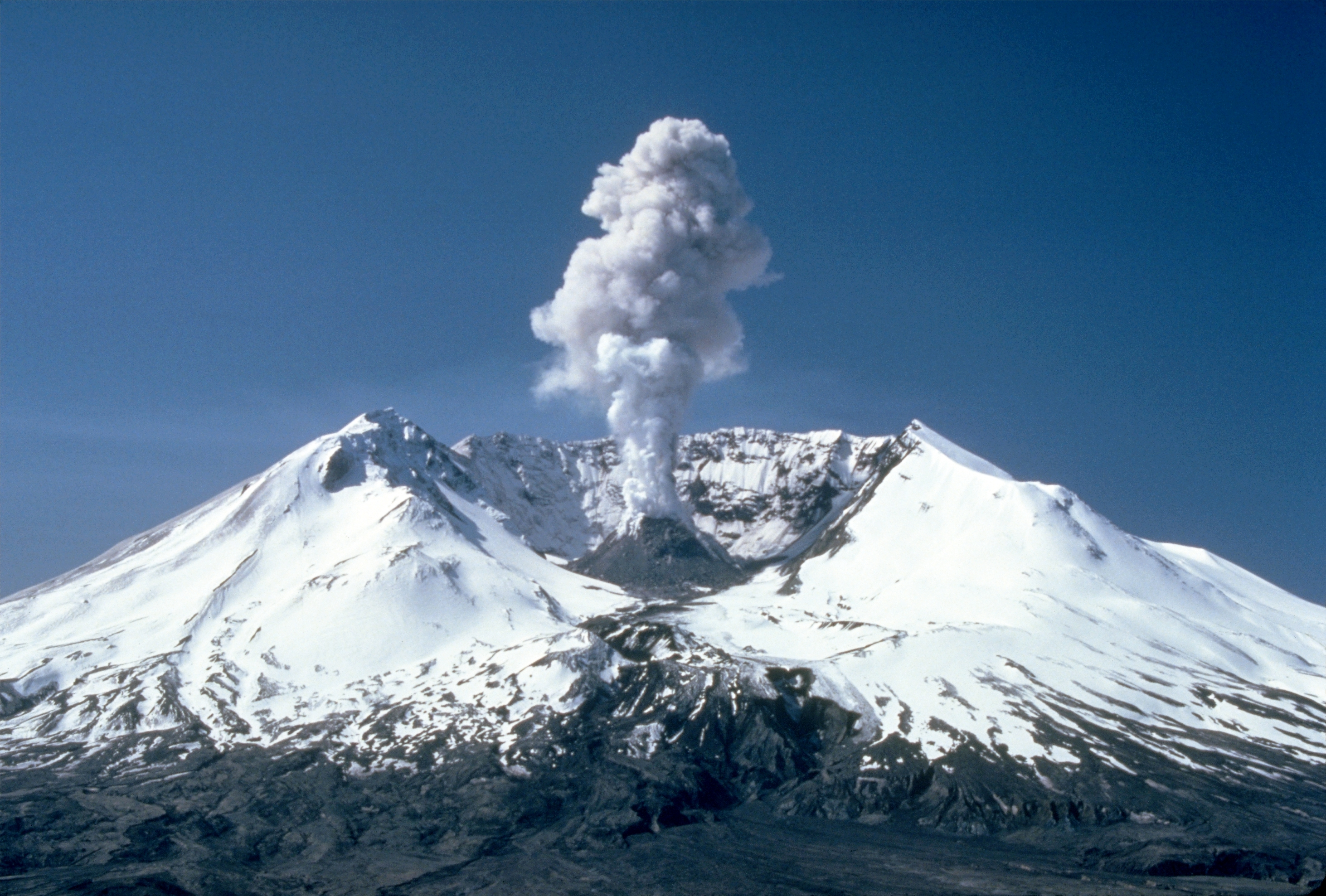
1982年5月: 火口壁から繰り返し発生した雪崩のデブリ内の積雪に注目（1980年の溶岩ドームからの噴煙の背後）。
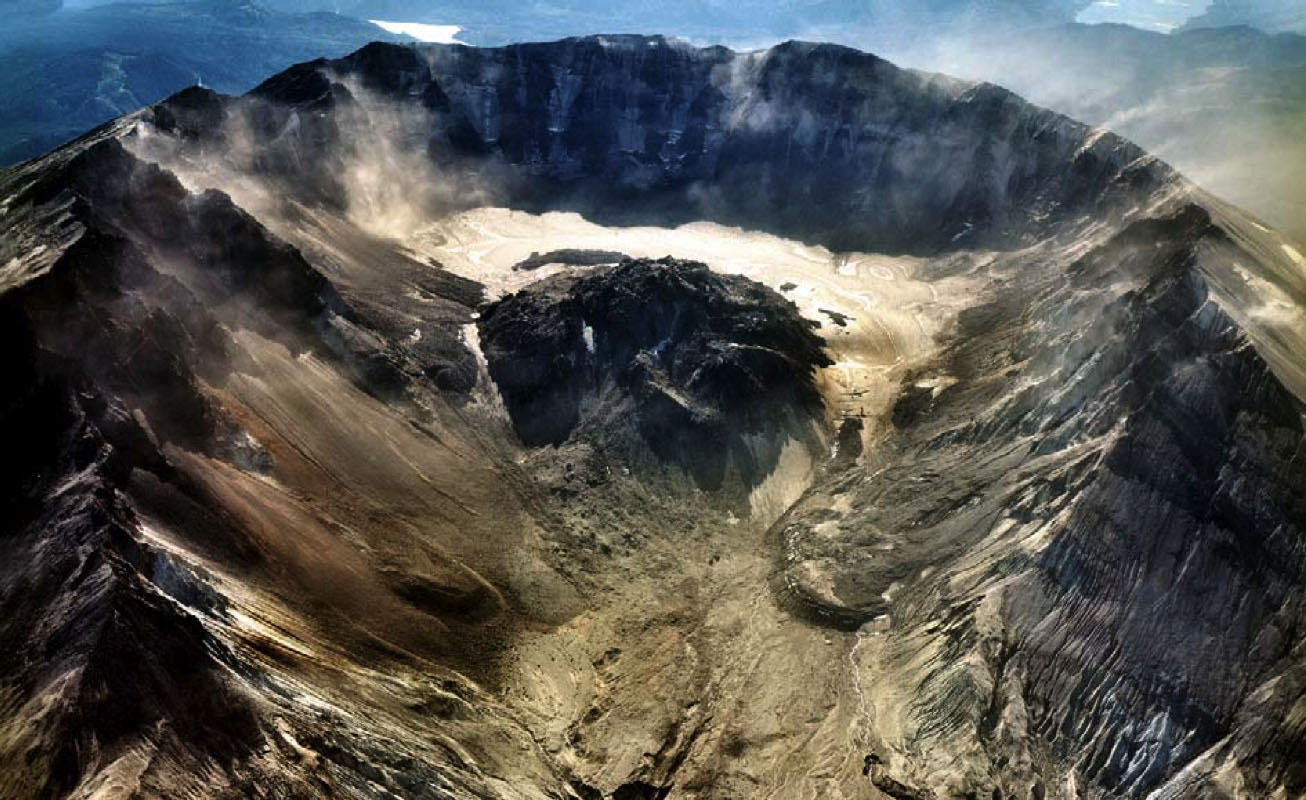
2000年10月: 2004年－2008年の火山活動以前のクレーター氷河の北からの眺め。
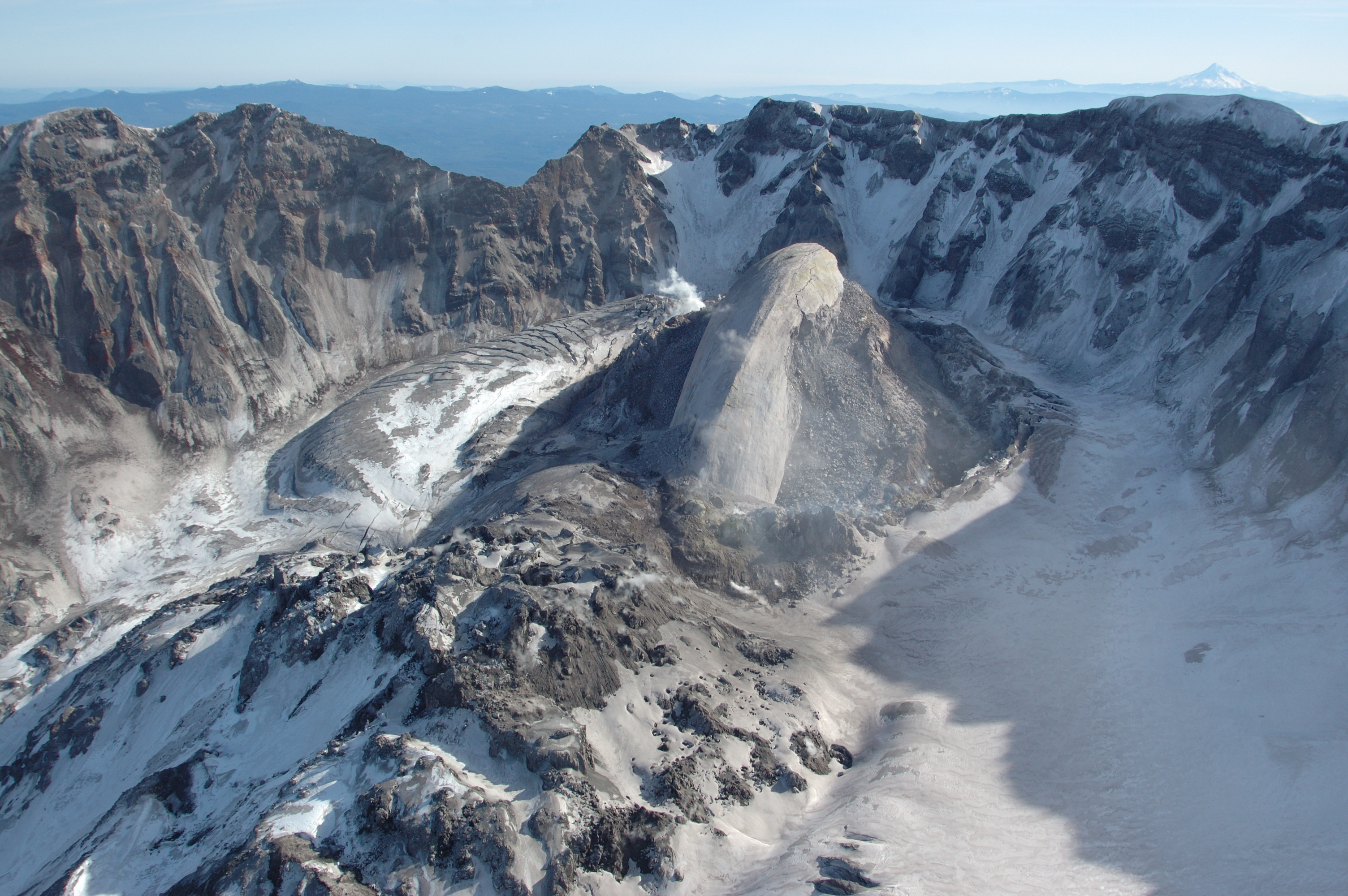
2005年2月: 新たな溶岩ドームにより南端で分離寸前のクレーター氷河。周囲からの圧力により、氷河の東側が明らかに厚みを増していることが見て取れる。
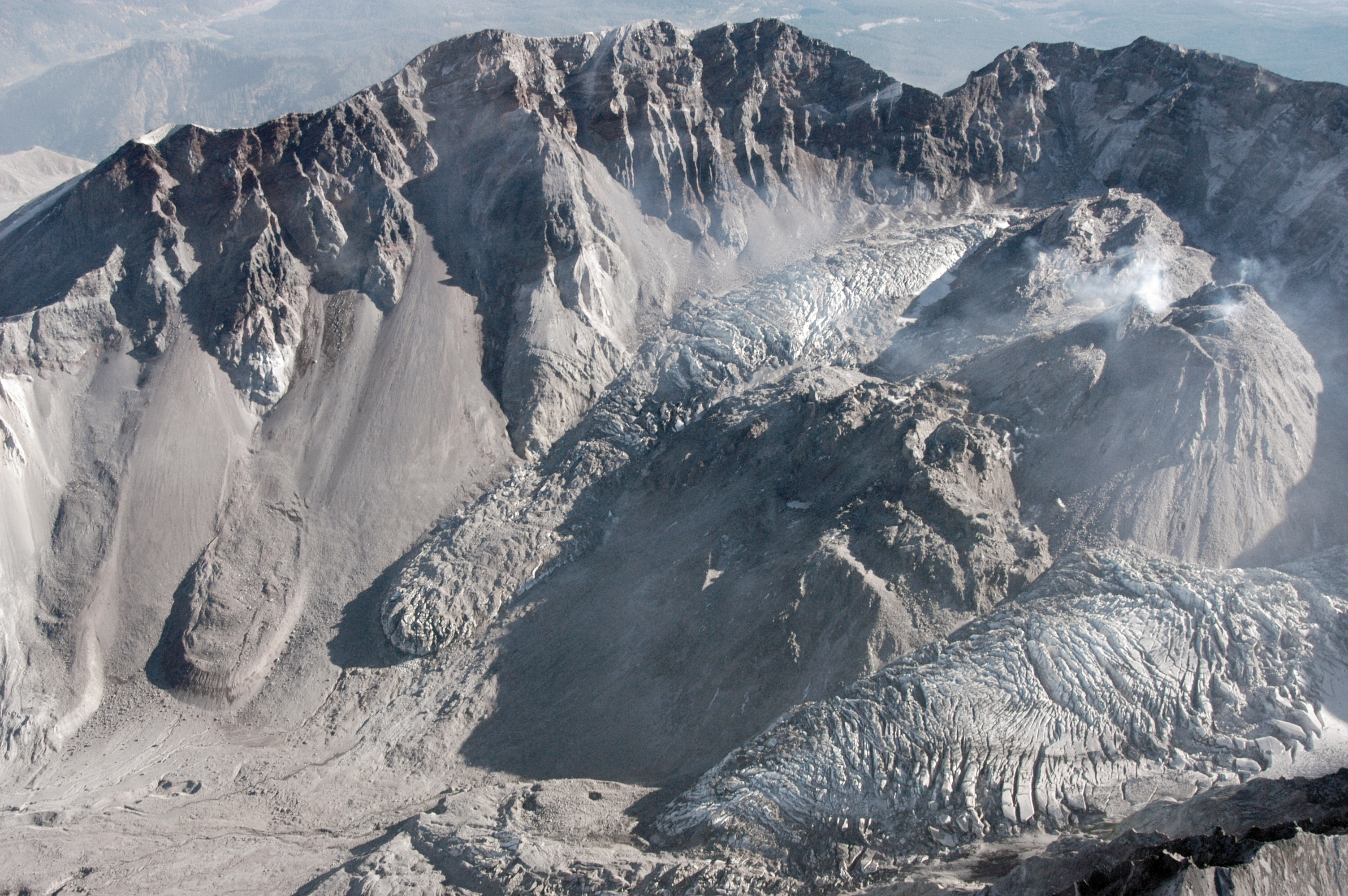
2006年10月: セントヘレンズ山火口内の氷河。クレーター氷河は火口内で拡大を続ける新たな溶岩ドームの回りで馬蹄形を成している。氷河の西側の突出部が右下に見えており、更に2つの岩石氷河が東の突出部の左に見えている。

## 氷河の命名
1980年代末に氷河が形成され流下しているのが観測されて以降、山中で活動していたほとんどの科学者は、これを非公式に“クレーター氷河”と呼んでいた。氷河の形成から20年の間（少なくとも氷河の存在に気づいていた人々の間では）、この名前は公に広く用いられていた。そして複数の科学出版物にも記載されていた。この氷河に関する研究で、現在までにほぼ完全に公表された唯一の学術論文では、これを“Amphitheater glacier”と表記していたが、他に使用例はない。
1990年代末から2000年代初頭にかけて、氷河の成長について数多くの報告と公表が行われたが、2004年末に火山活動が再開し新たな溶岩ドームが氷河を分離し始めるまで、この氷河に恒久的かつ正式な命名を行おうとする動きは起きなかった。
この時点で、カウリッツ族からカウリッツ語で「氷」を意味する言葉を使った "Tulutson 氷河" という名称が提案された。2005年3月、ワシントン州地名委員会は他の3つの提案("Crater"、"Spirit"、"Tamanawas")を退け、"Tulutson" を名称として採択した 。
そして、“Tulutson 氷河”が事実上の名称となった。
しかしながら、この時点でアメリカ地名委員会は、全米で有効となる公式な結論を下していなかった。この氷河の名称候補として、“Tulutson 氷河”、および“クレーター氷河”、そして“クラフト氷河”（1991年に火砕流により死亡した著名な火山学者であったクラフト夫妻に敬意を表した提案）の3つが提出された。2006年6月、地名委員会は、"Tulutson" を推すワシントン州とアメリカ合衆国林野局の反対を退け、20年に渡って広く用いられてきた前例を優先し、「クレーター氷河」を採択した。
アメリカ地質調査所カスケード火山観測所の科学者は「クレーター氷河」という名称を強く支持しており、“Tulutson”については、「火山がカウリッツ族の居住域よりも内陸の、シャハプティン語を話すシャハプティン族の居住域に位置する以上、適切な名称ではない」との声明を提出している。

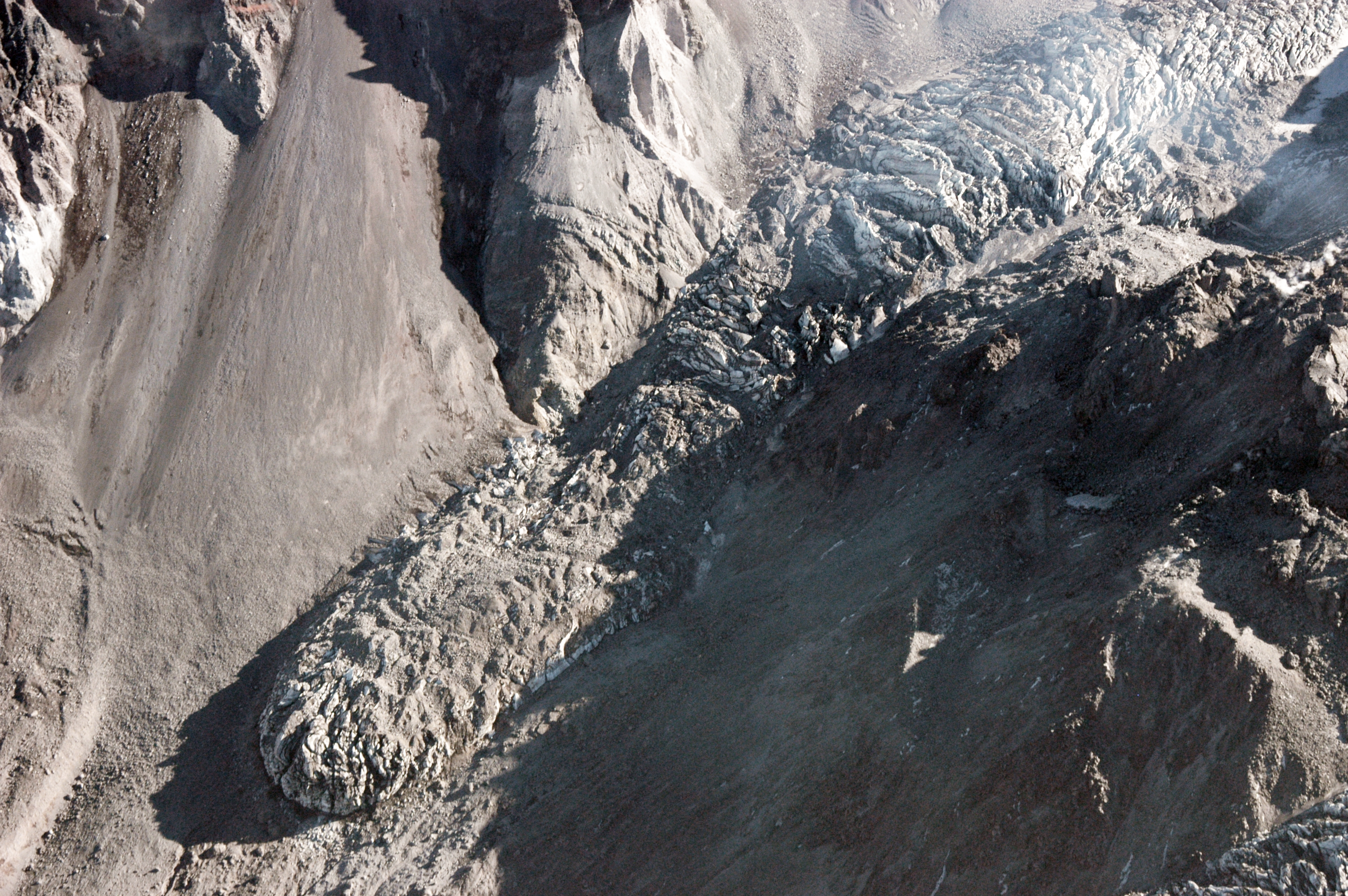
クレーター氷河の東側の突出部にあるアイスフォール

決定が下された後、地元誌の社説に抗議の反論が掲載され、論争を引き起こした。またワシントン州当局は「もし危惧されるように氷河がすぐ溶けてしまえば関心は薄れてしまうだろうが、“Tulutson 氷河”という名称は州内の産物で使用され続けるだろう」と声明を発した。
こういった抗議にかかわらず、氷河の公式名称は「クレーター氷河」のままにおかれた。しかし、2006年6月の決定からさほど時期を置くことなく、氷河の東西をそれぞれ「イースト・クレーター氷河」、「ウェスト・クレーター氷河」とする再提案が行われた。その時点で溶岩ドームを形成する噴火活動が、氷河を東西に分割する可能性があったからだ。しかし、委員会は動かず、その後1980年の溶岩ドームの北側で氷河が合流したことで、提案の必要性自体が消えてしまった。

## 参照